# 강동군
강동군(江東郡)은 평양직할시 북동부에 있는 군이다. 면적은 516km2이고 인구는 2008년 기준으로 221,539명이다.

## 위치 및 특징
본래 평안남도 소속이었으나 1983년에 평안남도에서 분리되어 평양직할시로 편입되었다. 강동이라는 지명은 대동강의 동쪽이라는 데서 유래했다. 서쪽은 대동강, 남쪽은 황해북도 승호구역, 동쪽과 북쪽은 성천군, 평안남도와 접한다.
강동군 대박산에서는 고조선 시조인 단군 부부의 단군릉이 발굴되었다. 단군릉은 개발되어 관광 자원으로 활용되고 있다.
군의 동북쪽에는 조선민주주의인민공화국의 무기 산업을 담당하는 제2경제위원회가 위치해 있다. 김정일의 별장도 있는 것으로 알려졌다.

## 역사
- 1929년 4월 1일 정호면(晶湖面), 고읍면(古邑面), 마산면(馬山面), 구지면(區池面)을 폐지하는 등의 행정구역 개편이 있었다.[2][3]

| 도령 제7호                                            | |
| 구 행정구역                                           | 신 행정구역                                                                                            |
| 정호면 숭의리, 효덕리, 명의리, 명례리, 원효리, 화강리 | 강동면 일부                                                                                            |
| 정호면 태령리, 고봉리, 봉서리, 봉오리, 석름리         | 삼등면 일부                                                                                            |
| 삼등면 인흥리, 금옥리                                 | 만달면 일부                                                                                            |
| 고읍면 훈암리, 고비리                                 | 원탄면 일부                                                                                            |
| 원탄면 관학리, 마학리, 삼성리                         | 고천면 일부                                                                                            |
| 고읍면 맥전리, 명리, 향교리, 고성리                   | 고천면 일부                                                                                            |
| 고천면 고성리                                         | 봉진면 일원 \| 도고시 제20호 \| \| \| 구 행정구역 \| 신 행정구역 \| \| 구지면 신리 \| 봉진면 봉당리 \| |
| 마산면 일원                                           | 봉진면 일원 \| 도고시 제20호 \| \| \| 구 행정구역 \| 신 행정구역 \| \| 구지면 신리 \| 봉진면 봉당리 \| |
| 구지면 일원                                           | 봉진면 일원 \| 도고시 제20호 \| \| \| 구 행정구역 \| 신 행정구역 \| \| 구지면 신리 \| 봉진면 봉당리 \| |
| 고읍면 북삼리, 동삼리                                 | 봉진면 일원 \| 도고시 제20호 \| \| \| 구 행정구역 \| 신 행정구역 \| \| 구지면 신리 \| 봉진면 봉당리 \| |
| 도고시 제20호                                         | |
| 구 행정구역                                           | 신 행정구역                                                                                            |
| 구지면 신리                                           | 봉진면 봉당리                                                                                          |

- 1941년 10월 1일 만달면(晩達面)을 승호읍으로 승격하였다.[4]
- 1952년에 일부 지역이 승호군으로 분리되었다.

## 행정 구역
- 1읍
  - 강동읍(江東)
- 9로동자구
  - 하리로동자구(下里)
  - 고비로동자구(高飛)
  - 흑령로동자구(黑嶺)
  - 대리로동자구(垈里)
  - 송가로동자구(松街)
  - 남강로동자구(南江)
  - 령남로동자구(嶺南)
  - 상리로동자구(上里)
  - 속추로동자구(束芻)
- 15리
  - 문흥리(文興)
  - 향목리(香木)
  - 동리(東)
  - 봉화리(烽火)
  - 맥전리(麥田)
  - 룡흥리(龍興)
  - 명의리(明義)
  - 화강리(花岡)
  - 순창리(順昌)
  - 삼등리(三登)
  - 태잠리(太岑)
  - 문화리(文化)
  - 송석리(松石)
  - 란산리(卵山)
  - 구빈리(九賓)

## 같이 보기
- 단군릉